# Frances Trollope
Frances Trollope (10 de marzo de 1780– 6 de octubre de 1863) fue una novelista inglesa, que publicó bajo el nombre de Mrs. Trollope o Mrs. Frances Trollope, pero cuyos detractores trataron de disminuirla usando el diminutivo, ligeramente vulgar, de Fanny Trollope.
Nació en Stapleton, Bristol, se casó en 1809 con Thomas A. Trollope, un abogado, que tuvo problemas económicos. Entonces decidió marchar a los EE. UU., para unirse a una comunidad utópica llamada Hygeia (1827). Esta comunidad pronto fracasó, y ella acabó en Cincinnati, Ohio, donde sus esfuerzos por mantenerse fracasaron. A su regreso a Inglaterra, no obstante, llamó la atención por escribir Costumbres de los americanos (Domestic Manners of the Americans) (1832), en la que critica las maneras de América, y habla de forma desfavorable las costumbres de los EE. UU. y de la esclavitud; los partidarios de estas cuestiones consideraron que exageraba y que no hacía más que reflejar los prejuicios de las clases altas inglesas sobre los estadounidenses; puede, sin embargo, considerarse que la Sra. Trollope no era más que una aguda observadora de las locuras de los EE. UU.; y en una novela, The Refugee in America, siguió con el mismo tema. Luego vinieron The Abbess y Belgium and Western Germany, y le siguieron otras obras del mismo tipo en Paris and the Parisians, y Vienna and the Austrians. 
Trollope también, sin embargo, escribió varias novelas fuertes de protesta social: Michael Armstrong: Factory Boy comenzó a publicarse en 1840 y fue la primera novela industrial publicada en Gran Bretaña. Otras novelas de conciencia social fueron Jonathan Jefferson Whitlaw sobre las maldades de la esclavitud, y The Vicar of Wrexhill, que se refería a la corrupción en la iglesia. Posiblemente su mejor obra sea la trilogía de la Viuda Barnaby, que estableció una pauta seguida por su hijo Anthony en el frecuente uso de secuelas en su obra.
En años posteriores siguió publicando novelas y libros de temas variados, escribiendo un total de cien volúmenes. Aunque poseía considerables poderes de observación y un ingenio agudo y cáustico, tan gran producción resultó fatal para el éxito literario, y pocos de sus libros se leen hoy en día. Pasó los últimos veinte años de su vida en Florencia, donde murió en 1863.
Su tercer hijo fue Anthony Trollope, el conocido novelista. Su hijo mayor, Thomas Adolphus Trollope, escribió The Girlhood of Catherine de Medici, History of Florence, What I Remember, Life of Pius IX, y algunas novelas.